# Honda Stream
Honda Stream — 5/7-местный компактвэн японской компании Honda. Выпускается с 2000 года. Отличается от большинства автомобилей своего класса стремительным дизайном, высокими динамическими характеристиками. Строится на платформе Honda Civic.
Дизайн модели находится на границе между минивэном и универсалом, а высота кузова (1,55 м) ещё более затрудняет однозначную классификацию. Многие владельцы склонны относить Honda Stream к разряду универсалов повышенной вместимости (УПВ).

## Первое поколение
На Honda Stream первого поколения устанавливали бензиновые моторы объёмом 1.7 л (мощностью 125—130 л. с.) и 2.0 л (мощностью 154—158 л. с.).

### Рестайлинг
В 2004 году Honda Stream подверглась переработке. Дизайнеры видоизменили внешность и интерьер кабины автомобиля, сделав их более удобными. Впрочем, данные изменения не затронули технические параметры автомобиля. В результате рестайлинга, в салоне во втором ряду вместо трёхместного дивана появились два отдельных кресла, разделённые подлокотником с подстаканниками.

## Второе поколение

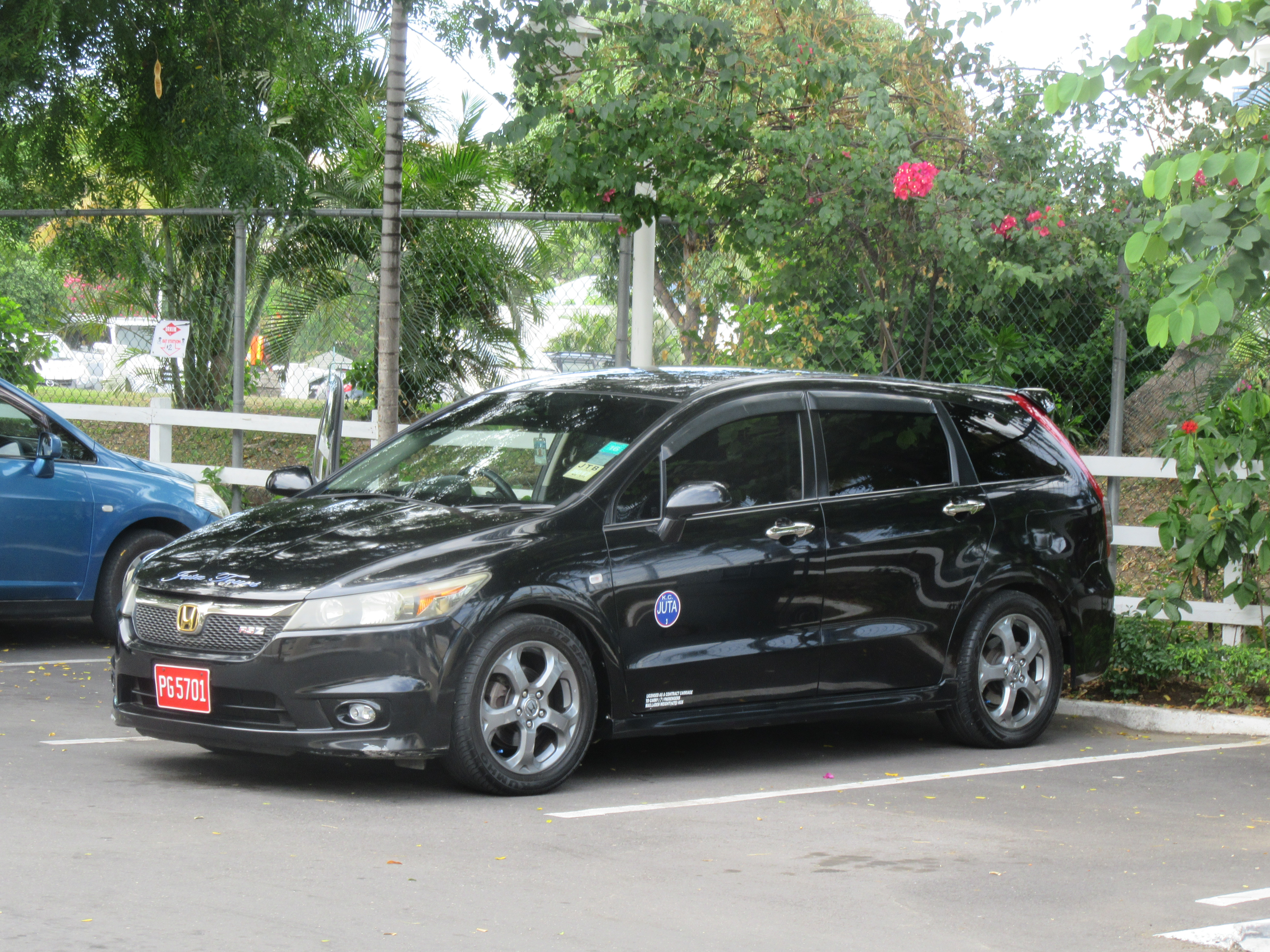
Honda Stream II поколение

Этому поколению Honda Stream соответствуют следующие коды кузова: RN6/7/8/9. 
Автомобиль поставляется в нескольких комплектациях с двумя бензиновыми двигателями: R18A (1,8-литровый, SOHC i-VTEC) мощностью 140 л.с. (105 кВт) (2-stage) с 5-ступенчатым «автоматом» (и 5-ступенчатой механической коробкой передач в некоторых странах) и R20A (2-литровый, SOHC i-VTEC) 150 л.с. (112 кВт) (3-stage), оснащаемый вариатором (CVT) с возможностью выбора одной из 7 предустановленных передач (Tiptronic). 
Комплектация RSZ поставляется с усиленными амортизаторами и задним стабилизатором поперечной устойчивости. 

### Рестайлинг

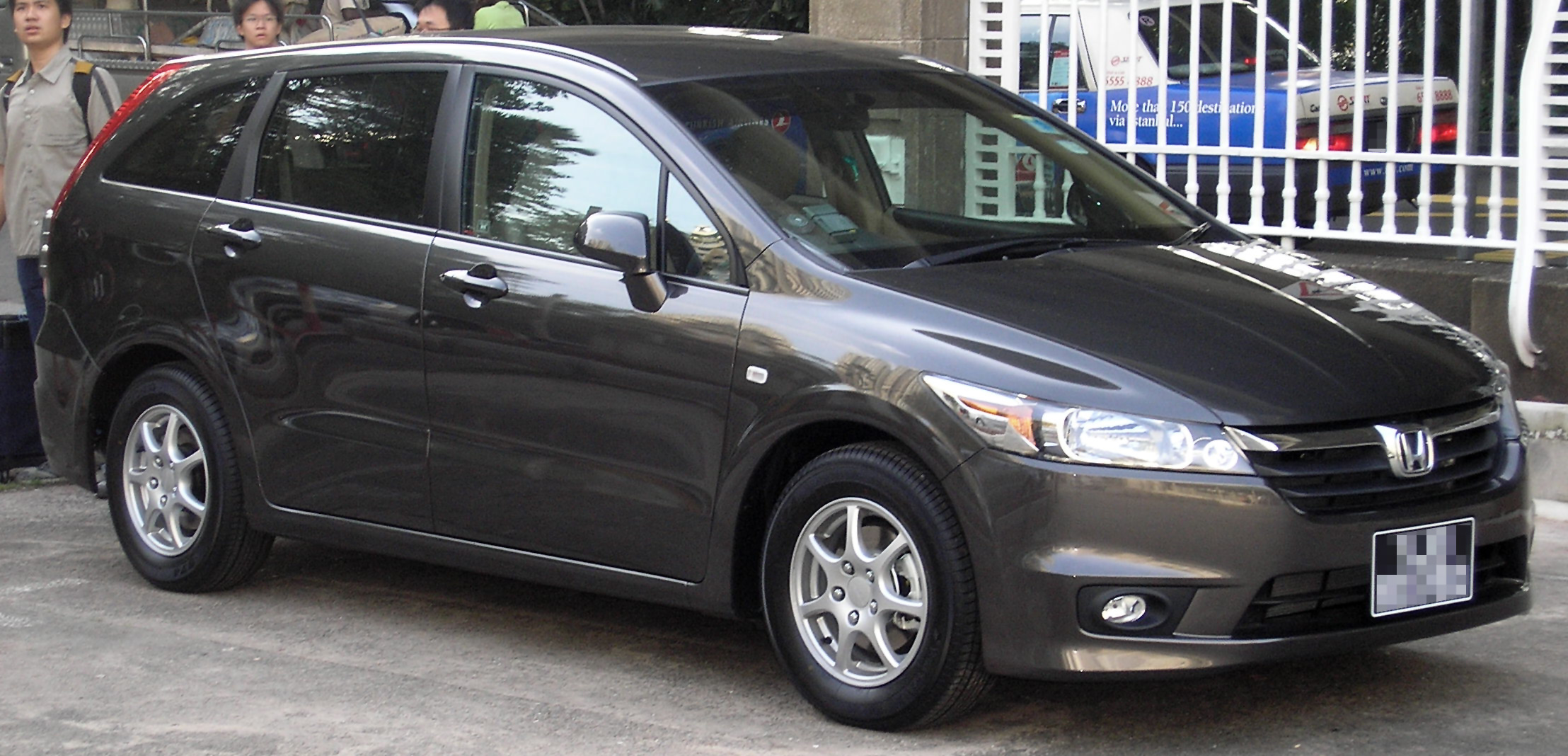
Honda Stream II поколение рестайлинг

Комплектации Stream RST (2009) и TS(2010) поставляются только с двумя рядами сидений (5 пассажиров).
На смену Honda Stream пришёл минивэн Honda Jade.

### Двигатели
| Модель | Тип          | Мощность                       | Крутящий момент    |
| ------ | ------------ | ------------------------------ | ------------------ |
| D17A   | 1,667 л (I4) | 130 л.с. (97 кВт)@6300 об/мин  | 174 Нм@4300 об/мин |
| K20A   | 1,997 л (I4) | 154 л.с. (115 кВт)@6200 об/мин | 190 Нм@4200 об/мин |
| R18A   | 1,799 л (I4) | 140 л.с. (105 кВт)@6300 об/мин | 174 Нм@4300 об/мин |
| R20A   | 1,998 л (I4) | 150 л.с. (112 кВт)@6200 об/мин | 190 Нм@4200 об/мин |

### Трансмиссии
| Модель двигателя | Комплектация          | Тип трансмиссии                                    |
| ---------------- | --------------------- | -------------------------------------------------- |
| 1,7 л            | X (FWD & 4WD), ZS, TS | 5-ступенчатая АКПП                                 |
| 1,8 л            | RSZ (FWD & 4WD), RST  | 5-ступенчатая АКПП с предустановленными передачами |
| 2,0 л            | Gi, ZS, TS            | вариатор (CVT)                                     |
| 2,0 л            | RSZ (FWD), RST        | вариатор (CVT) с предустановленными передачами     |
| 2,0 л            | RSZ (4WD)             | 5-ступенчатая АКПП с предустановленными передачами |